# NGC 1294
NGC 1294 је елиптична галаксија у сазвежђу Персеј која се налази на NGC листи објеката дубоког неба.
Деклинација објекта је + 41° 21' 38" а ректасцензија 3h 21m 40,0s. Привидна величина (магнитуда) објекта NGC 1294 износи 13,4 а фотографска магнитуда 14,4. NGC 1294 је још познат и под ознакама UGC 2694, MCG 7-7-76, CGCG 540-117, IRAS 03184+4111, PGC 12600.